# Коричные лавки
«Кори́чные ла́вки» (пол. Sklepy cynamonowe) — сборник рассказов Бруно Шульца, опубликованный в 1934 году. Первая книга Шульца, вышедшая в свет.

## Описание
Рассказы в сборнике объединены общей сюжетной линией.
Сборник рассказывает о жизни купеческой еврейской семьи в провинциальном галицком городке, в котором угадывается Дрогобыч — родной город автора. Главными героями выступают Юзеф и его отец Якуб — мечтатель, сказочник и безумный экспериментатор. В сборнике Юзеф выступает одновременно и героем рассказов, и их рассказчиком.

## Стиль
Язык рассказов богат и поэтичен, полон архаизмов и метафор. Метафоры используются для двух целей: для оживления неживых предметов и изображения людей в виде животных. Шульц избегает заимствованных слов и научных терминов. Реальность в рассказах существует сама по себе, грань между сном и действительностью почти отсутствует.

## Критика
Сборник получил множество положительных отзывов, в том числе от Станислава Виткевича, Антония Слонимского, Юлиана Тувима и Адольфа Новачинского. Литературные критики отметили прежде всего языковую ценность произведения, однако немногие замечали метафизический подтекст рассказов. Сборник был выдвинут на получение премии газеты «Wiadomości Literackie».
После публикации сборника Шульц очень быстро из простого учителя превратился в известного писателя.

## Оглавление
- Август (пол. Sierpień, поль.)
- Наваждение (пол. Nawiedzenie, поль.)
- Птицы (пол. Ptaki, поль.)
- Манекены (пол. Manekiny)
- Трактат о манекенах, или вторая книга рода (пол. Traktat o manekinach albo Wtóra Księga Rodzaju)
- Трактат о манекенах. Продолжение (пол. Traktat o manekinach. Ciąg dalszy)
- Трактат о манекенах. Завершение (пол. Traktat o manekinach. Dokończenie)
- Нимрод (пол. Nemrod)
- Пан (пол. Pan)
- Пан Кароль (пол. Pan Karol)
- Коричные лавки (пол. Sklepy cynamonowe)
- Улица Крокодилов (пол. Ulica Krokodyli)
- Тараканы (пол. Karakony)
- Небывалый вечер (пол. Wichura)
- Ночь большого сезона (пол. Noc wielkiego sezonu)

## Издания на русском языке
В переводе Асара Эппеля:
- Бруно Шульц. Коричные лавки. Санатория под клепсидрой. — М.: Текст, 1993. — 248 с.
- Коричные лавки; Санатория под Клепсидрой: Сборник / Бруно Шульц; Пер. с польского А. Эппеля. — М.: Иностранка; Б.С.Г.-ПРЕСС, 2000. — 381 с. — (Иллюминатор). ISBN 5-94145-013-3 («Иностранка»). ISBN 5-93381-040-1 (Б.С.Г.-ПРЕСС)